# Albinas Morkūnas
Albinas Morkūnas (* 1. Januar 1944 in Kultuvėnai, Rajongemeinde Ukmergė) ist ein litauischer grüner Politiker, Mitgründer (2011) und ehemaliger Leiter (2012) der litauischen Grünenpartei Lietuvos žaliųjų partija.

## Leben
Morkūnas lernte in der Grundschule Sližiai und dann in Vepriai. 1964 absolvierte er die Berufsbildung als Förster bei Kauno miškų technikumas (jetzt Kolleg für Forst- und Umweltingenieurwesen) in Girionys in der Rajongemeinde Kaunas, 1978 das Diplomstudium der Wirtschaftswissenschaft an der Vilniaus universitetas und  	1991 das Studium des Managements bei Lietuvos vadybos akdemija in der litauischen Hauptstadt Vilnius. Danach arbeitete Albinas Morkūnas in der Oberförsterei Jonava und absolvierte den Sowjetdienst. Dann arbeitete er bis 2002 in der Oberförsterei Širvintos und Šalčininkai. Von 2002 bis 2012 arbeitete er als Beamter in der Forstaufsicht und dann in der Umweltschutzbehörde.
Er nahm bei  Parlamentswahl in Litauen 2012 teil.
Albinas Morkūnas ist verheiratet und hat eine Tochter.